# Globba nuda
Globba nuda är en enhjärtbladig växtart som beskrevs av Kai Larsen. Globba nuda ingår i släktet Globba och familjen Zingiberaceae.
Artens utbredningsområde är Thailand. Inga underarter finns listade i Catalogue of Life.